# Jerónimo Secano
Jerónimo Secano (Zaragoza, antes de 1638-ibídem, 15 de octubre de 1710) fue un pintor y escultor barroco español.

## Biografía
Según Antonio Palomino, pocas veces acertado con las fechas, murió hacia 1710 a los 72 años de edad, por lo que habría de llevarse el año de su nacimiento a 1638. Sin embargo, hubo de nacer varios años antes de esa fecha, habida cuenta de que Juan de Moncayo, marqués de San Felices, alababa ya su pintura en el Poema trágico de Atalanta e Hipómenes editado en 1656.
Hijo ilegítimo, pero reconocido, de Pedro Secano, natural de Zaragoza. El padre dejó en su testamento el encargo de que Jerónimo fuera alimentado hasta los 25 años y además algún dinero para que se pudiera casar. Su hermanastro, Pedro Dionisio Secano y Lagunas, presbítero, pagó sus estudios de pintura, primero en Zaragoza y más tarde en Madrid, en las décadas de 1650 y 1660. No se conocen sus maestros ni en Zaragoza ni en Madrid, pero se supone que estarían entre los grandes pintores de la época.
Se casó hacia 1663-1665 con Juana González de Lapizcueta, con la que tuvo cuatro hijos, Pabla, Manuel, Pedro y Jerónimo. Secano es mencionado en documentos notariales como infanzón e hijodalgo, por lo que parece que sus actividades como pintor, escultor y también como comerciante le permitieron una vida desahogada.
Murió en su casa de Zaragoza, en la calle Nueva, actualmente llamada Torrenueva, el 15 de octubre de 1710. Fue enterrado provisionalmente en la iglesia de San Felipe hasta su traslado definitivo a la iglesia de San Pedro de Zaragoza.

## Obra
Su primera gran obra es la Venida de la Virgen del Pilar a Zaragoza que se encuentra en la ermita de Nuestra Señora de la Oliva en Ejea de los Caballeros. Aunque la atribución no es segura, puesto que Ricardo del Arco lo atribuye a José Luzán y otros a autor desconocido, Ansón Navarro y Lozano López lo consideran de Secano y lo sitúan hacia 1660-1665. El cuadro tiene diversos elementos que sitúan a Secano como alumno Jusepe Martínez y Francisco Camilo. Hacia 1665 y 1670 Ansón Navarro y Lozano López atribuyen a Secano diversas obras en el retablo mayor de la iglesia parroquial de Urrea de Jalón (Zaragoza).
En 1671 es contratado para la realización de un retablo-telón para la capilla mayor de la iglesia del colegio de San José de carmelitas calzados de Zaragoza, el primero de los que realizaría. El retablo-telón era una alternativa barata al retablo auténtico, puesto que se simulaban todos los elementos, incluidos los volúmenes y esculturas, en una superficie plana. Es posible que Secano revitalizara el uso de estos falsos retablos en Aragón.
Entre 1672 y 1679 realizará la decoración pintada de la capilla de San Miguel del Tercio en la iglesia de San Pablo, en Zaragoza. Realizó cuadros de San Miguel, modelado de la obra de Guido Reni en Roma, Ángel Custodio, San Rafael, Asunción con las Tres Virtudes Teologales en la cúpula y las Mujeres Fuertes de la Biblia en las pechinas, además de otras obras más pequeñas. Secano cobró 400 libras jaquesas por todas las obras.
En 1678 fue contratado por 200 libas jaquesas por la cofradía de la Sangre de Cristo para la realización de un Prendimiento de Cristo «como está en el quadro de Baldí» para la capilla de la cofradía en la iglesia del convento de San Francisco de Zaragoza. Tanto este cuadro como el de Baldí y otro más mencionado en el contrato han desaparecido, seguramente en la destrucción del convento durante los Sitios de Zaragoza.
Para la realización de un retablo fingido en la capilla mayor de la iglesia del convento de capuchinas de Calatayud, se le contrata el 23 de marzo de 1682. El cuadro principal es el titulado Inmaculada Concepción y la Santísima Trinidad con las religiosas capuchinas a los pies, de 1683. Este retablo, por su novedad y espectacularidad, posiblemente se convirtiera en prototipo de otros situados en la comunidad de Calatayud.
Se han atribuido a Secano un retablo fingido con tema de la Inmaculada en la iglesia parroquial de Illueca y una Coronación de la Virgen Inmaculada por la Santísima Trinidad, ante José de la iglesia parroquial de Almudévar, además de una Coronación de la Virgen Inmaculada en una capilla de la iglesia parroquial de Urrea de Jalón. En los dos últimos casos es clara la influencia de Camilo sobre la realización de la Virgen.
Ya con más de 50 años, Secano comienza a trabajar la escultura, realizando hacia 1686 las estatuas del retablo mayor de la desaparecida iglesia de San Lorenzo en Zaragoza.